# Вилибалд фон Айхщет
Вилибалд фон Айхщет (на немски: Willibald von Eichstätt; * 22 октомври ок. 700, вероятно в Уесекс, Англия; † 7 юли 787 или 788, Айхщет) е англосаксонски мисионер и епископ на Айхщет (741 – 787) в днешна Германия, светец на Католическата църква (ден на честване 7 юли).

## Живот
Той е първороден син на Св. Ричард Уески и съпругата му Вуна (Вина). Брат е на мисионерите и основателите на манастири Валбурга († 779/780) и Вунибалд († 761) и вероятно племенник на Бонифаций.
Като млад (705 – 720/721) Вилибалд е в манастир Валдхайм в Южна Англия. През началото на лятото 720 г. той отива на поклонение в Рим заедно с баща си и брат си Вунибалд. От 723 до 727 г. той е на поклонение в Светата земя през Сицилия за Йерусалим. На връщане той остава в Константинопол (727 – 729).
От 729 до 739 г. Вилибалд е в бенедиктинския манастир Монтекасино. През 739 г. той отива до Рим като придружител на своя абат, Петронакс. Папа Григорий III го изпраща на християнска мисия в днешна Германия. От Великден 740 г. Вилибалд пътува през Лука за Германия.
С още трима от Рим той започва мисионерската си дейност в Айхщет и построява една църква. През 741 г. той основава един манастир. През 751/752 г. той основава манастир Хайденхайм в гау Зуалафелд, и поема ръководството му. През юни 753 г. той среща за последен път Бонифаций.
На 22 април 989 г. епископ Регинолд († 991) отваря гроба му и така е обявен за Светия.